# Pentangle

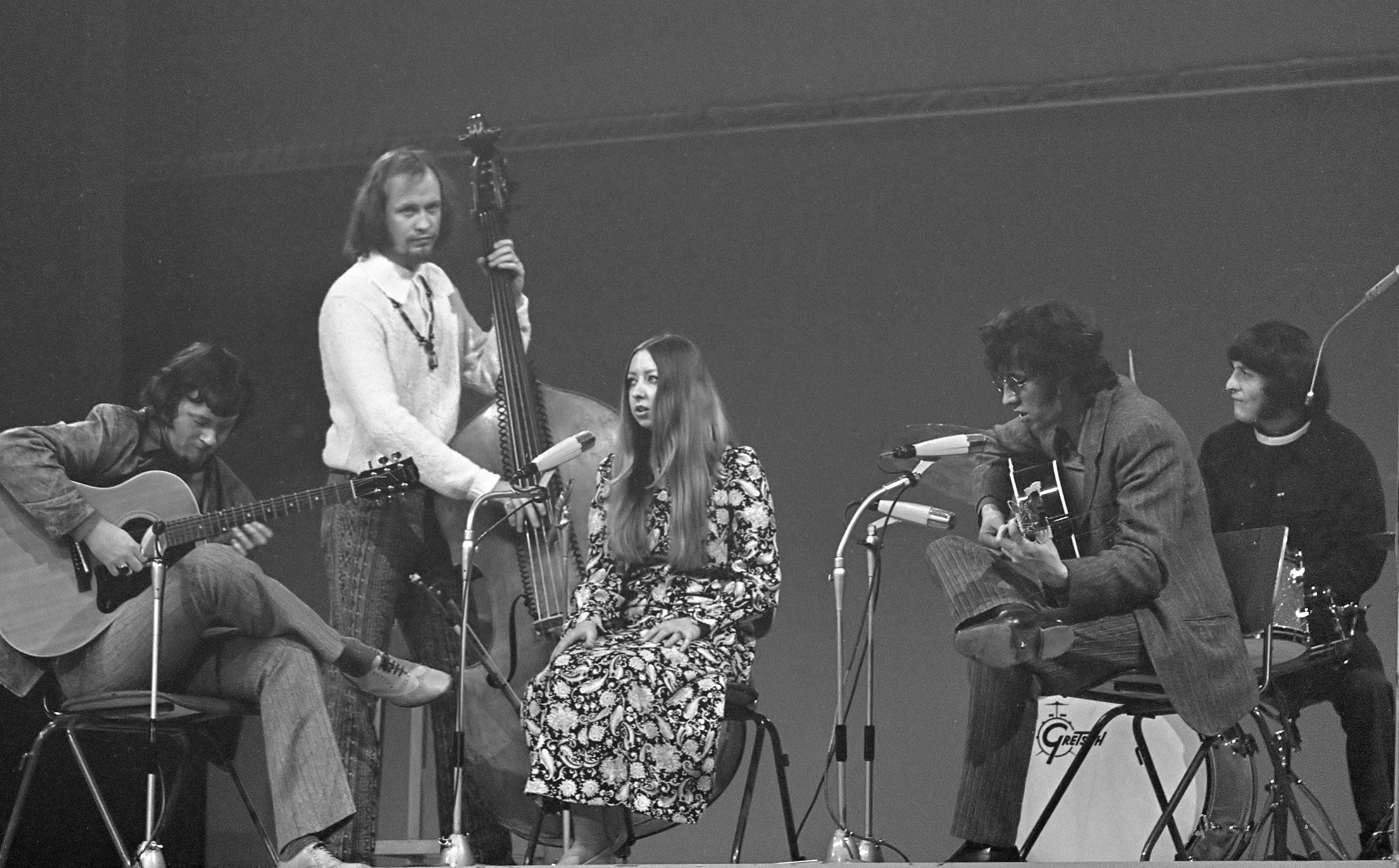
Pentangle w Amsterdamie, 1969

Pentangle – brytyjski zespół grający muzykę w stylu folk rockowym, z elementami jazzu, bluesa, muzyki renesansowej i barokowej, z wykorzystaniem ludowej muzyki szkockiej i irlandzkiej. Zespół powstał w 1967 roku w Londynie, założony przez dwóch gitarzystów Berta Janscha i Johna Renbourna. Do współpracy pozyskali wokalistkę Jacqui McShee oraz muzyków z jazzowym doświadczeniem (jako muzycy sesyjni grali między innymi z Alexisem Kornerem) – Danny’ego Thompsona (bas) i Terry’ego Coxa (perkusja).
Kompozycje grupy cechowało lekkie, melancholijne elektroakustyczne brzmienie, łagodny wokal Jacqui McShee oraz częste stylizacje na muzykę dawną. W starannie opracowanym repertuarze grupy znalazły się pieśni ludowe, własne kompozycje – ballady o zabarwieniu folklorystycznym, renesansowe tańce angielskie, bluesy i utwory jazzowe.
Do zawieszenia działalności w 1973 roku zespół nagrał 6 albumów.

## Drugi etap działalności
Zespół wznowił działalność w 1983 roku w składzie bez Johna Renbourna, którego zastąpił Mike Piggott. Po wydaniu „Open the Door” Thompson opuścił zespół. Na jego miejsce przyszedł Nigel Portman-Smith, którego elektryczny bas po raz pierwszy usłyszano w „In the Round” (1986). W 1990 roku skład ponownie się zmienił: Piggott i Cox opuścili zespół, ale przybyli Rod Clements z Lindisfarne i Gerry Conway z Jethro Tull. Wydane zostały albumy „So Early in the Spring” i „Think of Tomorrow”. Zebrały one całkiem dobre recenzje. W 1993 roku w „One More Road” zamiast Clementsa zagrał Peter Kirtley. W 1994 roku ukazał się album koncertowy.
Bez Berta Janscha, w 1995 roku McShee utworzyła trio z klawiszowcem Spencerem Cozensem i perkusistą Gerrym Conwayem na płytę „About Thyme”. W nagraniu uczestniczyli też gościnnie muzycy, tacy jak Ralph McTell, Albert Lee, John Martyn, Mike Mainieri i Tony Roberts. Następnie trio ponownie stało się kwintetem z saksofonistą Jerrym Underwoodem i basistą Alanem Thompsonem. Zespół teraz występował jako Pentangle Jacqui McShee. Ten kwintet wydał płytę CD „Passe Avante” i album koncertowy „At the Little Theatre”. W sierpniu 2002 roku po chorobie zmarł saksofonista Jerry Underwood. Jego miejsce w Pentangle Jacqui McShee zajął flecista / saksofonista Gary Foote. W 2005 roku wydali „Feoffees 'Lands”, a w 2011 r. album „Live In Concert”. zawierający kilka najlepszych wykonań koncertowych z lat 1997–2011.
„Nowy” skład Jacqui McShee z Pentangle z 2002 roku grał regularnie w Wielkiej Brytanii przez większość lat od 2002.

## Odrodzenie zespołu

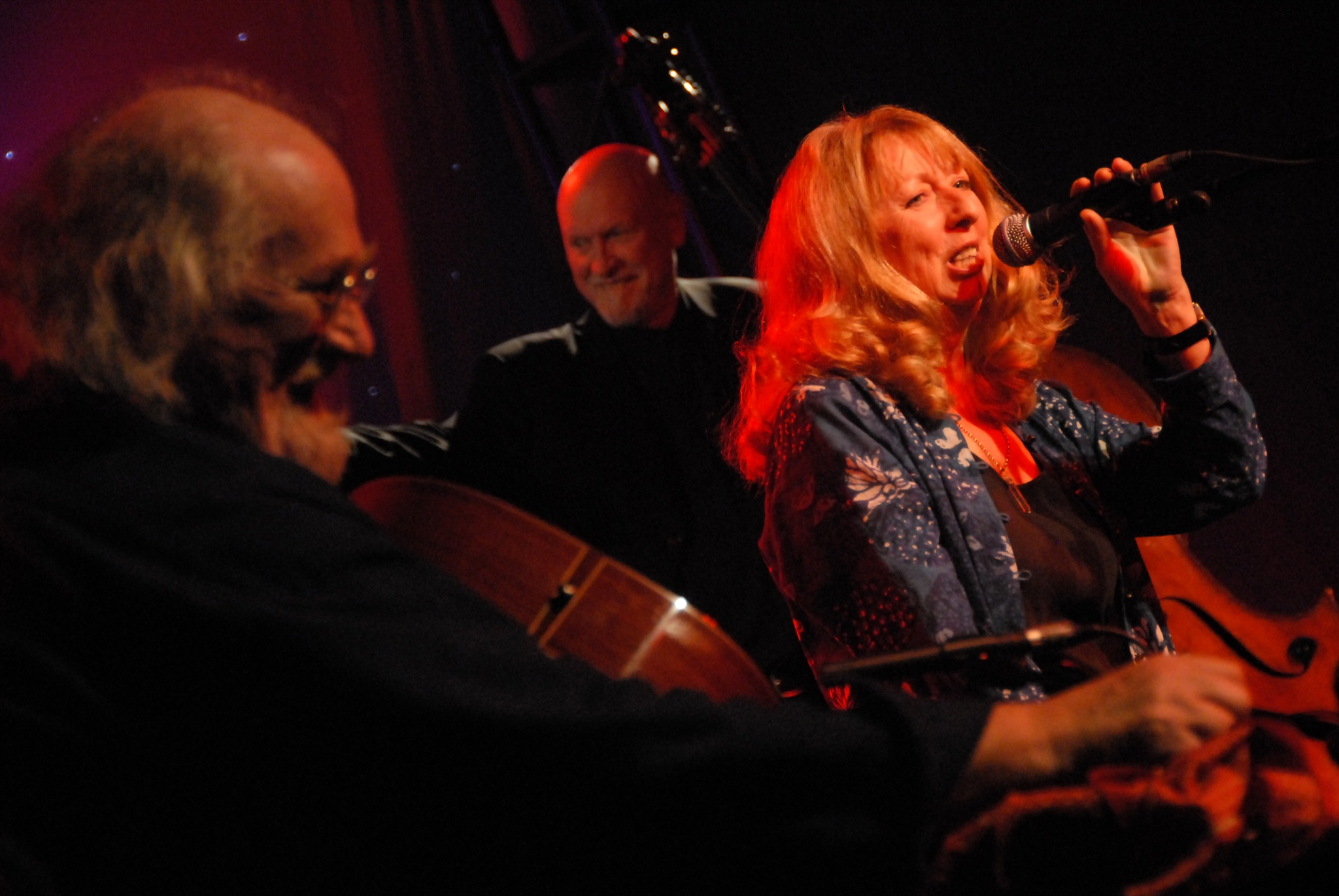
John Renbourn, Danny Thompson i Jacqui McShee występują razem jako Pentangle po ponad 30 lat od rozstania. 2007 r.

W lutym 2007 r. pięciu członków założycieli zespołu otrzymało od Radia BBC nagrodę za całokształt twórczości. Z tej okazji Jansch, Renbourn, McShee, Thompson i Cox weszli razem na scenę po raz pierwszy od 1973 roku. Po koncercie w Royal Festival Hall w lipcu 2008 r. odrodzona grupa, w pierwszym składzie, odbyła trasę koncertową po Wielkiej Brytanii, podczas której zarejestrowano podwójną płytę.
W 2011 roku oryginalny Pentangle zagrał kilka koncertów. Śmierć Berta Janscha w 2011 roku i Johna Renbourna w 2015 roku uniemożliwiła ponowne spotkanie zespołu, ale w 2016 roku wydano płytę „Finale: An Evening With...”, która została nagrana podczas trasy koncertowej w 2008 roku.

## Członkowie zespołu
- Bert Jansch – gitara, śpiew (1968–1973, 1981–1995; odrodzenie zespołu – 2008, 2011; zmarł 2011)
- Terry Cox – perkusja (1968–1973, 1981–1987; odrodzenie zespołu – 2008, 2011)
- Danny Thompson – bas (1968–1973, 1981–1986; odrodzenie zespołu – 2008, 2011)
- John Renbourn – gitara, śpiew (1968–1973, 1981–1982; odrodzenie zespołu – 2008, 2011; zmarł 2015)
- Mike Piggott – skrzypce, gitara (1982–1989)
- Nigel Portman Smith – instrumenty klawiszowe, bas (1986–1995)
- Rod Clements – mandolina, gitara (1989–1990)
- Peter Kirtley – gitara, śpiew (1990–1995)
- Jerry Underwood – saksofon (1995–2002; zmarł 2002)

Aktualny skład
- Jacqui McShee – śpiew (1968–1973, 1981– do chwili obecnej)
- Gerry Conway – perkusja (1987– do chwili obecnej)
- Spencer Cozens – instrumenty klawiszowe (1995– do chwili obecnej)
- Alan Thomson – bas, gitary (1995– do chwili obecnej)
- Gary Foote – flet, saksofon (2002 – do chwili obecnej)

## Dyskografia
- 1968: The Pentangle
- 1968: Sweet Child (Podwójny-LP, live i studio)
- 1969: Basket of Light
- 1970: Cruel Sister
- 1971: Reflection
- 1972: History Book – kompilacja
- 1972: Solomon’s Seal
- 1973: Pentangling – kompilacja
- 1985: Open the Door
- 1986: In the Round
- 1990: So Early in the Spring
- 1991: Think Of Tomorrow
- 1993: One More Road
- 1994: Live 1994
- 1997: About Thyme (Jacqui McShee’s Pentangle)
- 1999: Passe Avant (Jacqui McShee’s Pentangle)
- 2001: At the Little Theatre (Jacqui McShee’s Pentangle)
- 2005: Feoffee’s Land (Jacqui McShee’s Pentangle)
- 2011: Live In Concert (Jacqui McShee’s Pentangle)
- 2016: Finale; An Evening with Pentangle (2-CD, rec. live 2008)[3][4]